# Jens Geier

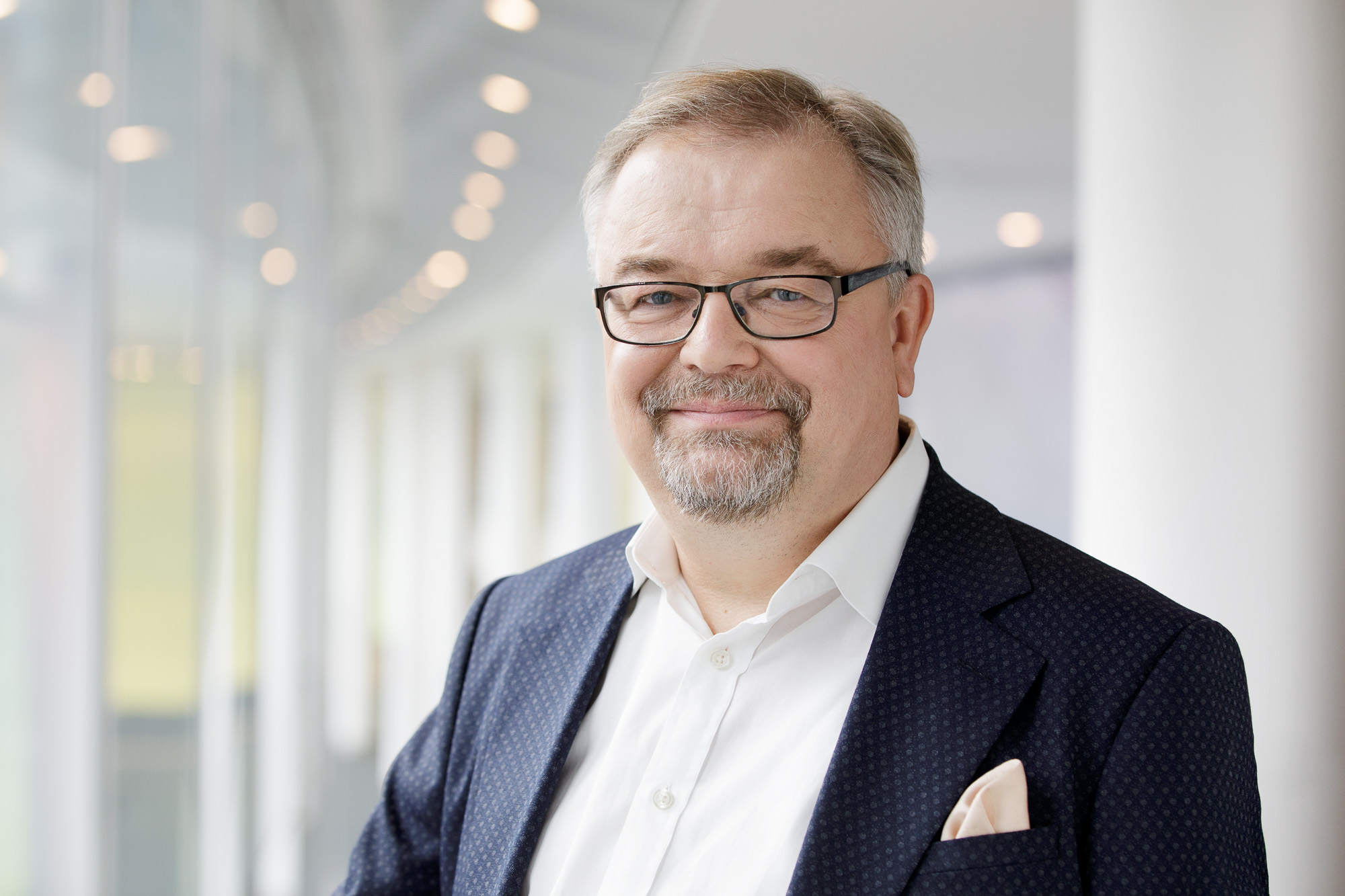
Jens Geier 2019

Jens Geier (* 22. Juni 1961 in Frankfurt am Main) ist ein deutscher Politiker (SPD). Er ist seit 2009 Mitglied des Europäischen Parlaments. Von 2017 bis 2024 war er Vorsitzender der SPD-Gruppe in der S&D-Fraktion.

## Leben
Geier wurde im Juni 1961 in Frankfurt am Main geboren. Er wuchs in Essen auf, ging dort zur Schule und machte im Jahr 1980 Abitur am Helmholtz-Gymnasium. Danach leistete Geier seinen Zivildienst bei der Arbeiterwohlfahrt ab und begann 1982 ein Studium der Geschichte, Literaturwissenschaft und Politikwissenschaft an der Ruhr-Universität Bochum, das er 1989 mit dem Magister Artium abschloss.
Nach dem Abschluss seines Studiums arbeitete Geier bis 1992 als wissenschaftlicher Mitarbeiter des SPD-Europaabgeordneten Detlev Samland. Von 1992 bis 1999 war er beim SPD-Parteivorstand tätig: zunächst als Referent des Parteivorsitzenden Björn Engholm, anschließend bei der stellvertretenden Parteivorsitzenden Heidemarie Wieczorek-Zeul. Von 1999 bis 2001 arbeitete Geier als Referent für Öffentlichkeitsarbeit beim Vorstand der SPD Nordrhein-Westfalen. In den Jahren 2001 bis 2006 war er als Projektmanager und Pressesprecher bei der Projekt Ruhr GmbH tätig. Von 2006 bis zu seinem Einzug in das Europäische Parlament arbeitete Geier bei Deloitte im Bereich Immobilienprobleme des öffentlichen Sektors. Er ist verheiratet und hat einen Sohn aus erster Ehe.

## Politischer Werdegang
Geier trat im Jahr 1977 in die SPD ein. Als Vertreter des undogmatisch-reformsozialistischen Flügels war er von 1989 bis 1992 stellvertretender Bundesvorsitzender der Jusos und dort verantwortlich für die Themen internationale Politik, Entwicklungszusammenarbeit, Europa und die Bekämpfung des Rechtsextremismus. Geier bereitete die Gründung der European Community Organisation of Socialist Youth (ECOSY) als Zusammenschluss der sozialistischen und sozialdemokratischen Jugendorganisationen in der Europäischen Union mit vor und gehörte 1992 zu den Gründungsmitgliedern.
Er ist Mitglied der Arbeiterwohlfahrt, der Gewerkschaften IG-Metall und ver.di, der Europa-Union Deutschland, dem Verein für Kinder- und Jugendarbeit in sozialen Brennpunkten e.V. sowie im Verein der Freunde und Förderer der Stiftung Zollverein.
Nach zwei vergeblichen Anläufen bei den Wahlen 1999 und 2004 schaffte Geier 2009 den Sprung in das Europäische Parlament. 2014 und 2019 wurde er wiedergewählt. Für die Europawahl 2024 kandidiert Geier auf Platz 2 der Europawahlliste und ist damit männlicher Spitzenkandidat für die SPD.
Als EU-Parlamentarier ist Geier vollwertiges Mitglied im Ausschuss für Industrie, Forschung und Energie sowie stellvertretendes Mitglied des Haushaltsausschusses. Außerdem ist er Mitglied der Delegationen für die Beziehungen zu den Vereinigten Staaten und zu Japan.
In den Jahren  2017 bis 2024 war er Vorsitzender der SPD-Gruppe in der S&D-Fraktion und in dieser Funktion ständiger Gast im Vorstand und im Präsidium der SPD.
Am 30. Juni 2021 übernahm er die Patenschaft für Dsjanis Urad, Soldat und politischer Gefangener aus Belarus.
Bei der Europawahl 2024 wurde Geier auf Listenplatz 2 erneut ins Europäische Parlament gewählt.

## Veröffentlichungen
- 1989: „Praktischer Sozialismus oder Mildtätigkeit?“: Die Geschichte der Arbeiterwohlfahrt Essen 1919 – 1933, Geschichte im Klartext; Bd. 5, Klartext-Verlag, ISBN 978-3-88474-132-0